# Malinconia/La strada
Malinconia/La strada è un 45 giri di Riccardo Fogli, pubblicato nel maggio del 1981. Il brano principale venne incluso anche nel nell'album Campione, uscito a luglio. L'altro brano, La strada, era contenuto nell'album Alla fine di un lavoro del 1980.
Entrambi i brani vengono inseriti nella raccolta Riccardo Fogli 2, uscita nel 1985.
Malinconia è il disco che spiana a Riccardo Fogli la strada della vittoria al Festival di Sanremo 1982. Infatti, dopo un paio di 45 giri dal discreto successo, Malinconia è per l'ex Pooh un vero e proprio hit, che staziona a lungo ai vertici delle classifiche di vendita. Il trio composto da Maurizio Fabrizio, Guido Morra e lo stesso Fogli sembra funzionare a meraviglia, anche grazie al supporto produttivo di Giancarlo Lucariello. In definitiva Malinconia è un disco di facile presa che ha il pregio di rimanere in mente già dal primo ascolto.